# Paracoccus busiaensis
Paracoccus busiaensis är en insektsart som beskrevs av De Lotto 1964. Paracoccus busiaensis ingår i släktet Paracoccus och familjen ullsköldlöss.
Artens utbredningsområde är Uganda. Inga underarter finns listade i Catalogue of Life.